# Езофагогастродуоденоскопија
Езофагогастродуоденоскопија је  минимално инвазивна ендоскопска дијагностичка и терапијска метода, којом се визуелно прегледа део горњег дела гастроинтестиналног тракта до дванаестопалачног црева, утврђује стање једњака, желуца и дванаестопалачног црева. Сматра се минималном инвазивном процедуром јер не захтева инцизију празнина главних органа нити се после интервенције захтева посебан метод опоравка, осим у случајевима када се користе седативи или анестезија. Често је праћена гушобољом.

## Опште информације
Преглед се врши специјалним апаратом, гастроскопом, који се сатоји од:
- флексибилне фибероптичке цеви промера 6 до 7 мм
- извора светла и телевизијске камере на врху цеви,
- преносног система слике до посебне јединице уређаја,
- монмитора на коме се прати кретање цеви и анализира налазе.

## Ток процедуре
Флекибилну цев инструмента убацује се кроз уста у једњак пацијенат и полако увлачи све до дуоденума. 
Преглед се врши након шесточасовног гладовања како би се дигестивни тракт ослободио хране. 
Преглед је мало неугодан, а да би се избегла ова неугодност, може се изводити у аналгоседацији. 
Током прегледа, се готово увек обавља биопсија слузокож, која није болна и служе за преглед ткива желуца под микроскопом и у циљу постављање тачне дијагнозе.

## Индикације
Дијагностичке
- Дијагностичка процена знакова или симптома који указују на болест горњег гастроинтестиналног тракта (нпр диспепсија, дисфагија,  кардиолошки бол прсима или рекурентна емезија)
- Дијагноза чира на слузокожи желуца и дуоденума,
- Дијагноза малигних промена у једњаку и желуцу (нпр  Беретов једњак или полипозни синдроми).[5]
- Присутво Helicobacter pylori - инфекције слукоже желуца.

Биоптичке
Узимање узорака ткива за биопсију у циљу тачног постављања дијагнозе или код недовољано јасних стања
Терапијске
Терапијска интервенција
- проналажење и уклањање страних тела,
- контрола крварења,
- дилатација сужења или стентирање стриктуре,
- аблација неоплазми
- постављање гастростоме.

## Контраиндикације
Контраиндикације за езофагогастродуоденоскопија укључују следећа стања:
- Могућу перфорацију
- Медицински нестабилна стања
- Невољни пацијенти

Релативне контраиндикације
- Пацијенти на антикоагулацнтној терапији. Дијагностичка езофагогастродуоденоскопија се сматра процедуром ниског ризика за крварење код пацијената на антикоагулантима и стога се може извести без прилагођавања антикоагуланата пре процедуре.[6] Међутим, ако се разматра или жели извести полипектомија, онда се пацијентов профил згрушавања треба нормализовати. Такође ризик од ретрофарингеалног хематома може бити присутан у болесника с тешким поремећајима коагулације. Одређене терапеутске процедуре (дилатације, перкутана ендоскопска гастростомија [ПЕГ], полипектомија, ендоскопска сфинктеротомија, ЕУС-вођена фино-иглена аспирација [ФНА], ласерска аблација и коагулација) такође се сматрају високоризичним процедурама за крварење и захтевају прилагођавање антикоагулантне терапије.
- Фарингеални диурвертикулум
- Операција главе и врата

## Компликације
Стопа компликација је око 1 на 1.000. Најчешће су:
- аспирација желудачног садржаја, изазива аспирацијску пнеумонију
- крварење
- перфорација
- кардиопулмонални проблеми.[8]